# Робоча група ООН з довільних затримань
Робоча група ООН з довільних затримань — орган ООН, що складається незалежних правозахисних експертів, які розслідують випадки довільного арешту і затримання. Свавільний арешт і затримання — це ув'язнення або затримання особи державою без дотримання належного процесу. Ці дії можуть порушувати міжнародне право прав людини.
Робоча група була заснована резолюцією у 1991 році колишньою Комісією з прав людини. Це одна з тематичних спеціальних процедур, які контролюються Радою ООН з прав людини, і є допоміжним органом ООН.
Група функціонує як квазісудовий орган. Вона не має повноважень прямого примусового виконання. Натомість покладається на комунікацію між державами, політиками та захисниками, щоб заохочувати уряди виконувати її рекомендації.

## Структура
Робоча група складається з п'яти незалежних експертів. Вони призначаються у справедливому географічному розподілі з таких регіонів: Африка, Азія, Східна Європа, Західна Європа та інші країни, а також Південна Америка та Карибський басейн. На рік проводяться три сесії, кожна з яких триває від п'яти до восьми днів.
Теперешні члени:
- Лі Тумі (голова-доповідач, Австралія, 2015—2021).
- Еліна Штайнерте (заступник голови з питань комунікацій, Латвія, 2016—2022).
- Сонг-Філ Гонг (Південна Корея, 2014—2020).
- Міріам Естрада Кастільо (Еквадор, 2020—2026).
- Мумба Маліла (Замбія, 2020—2026).

Секретаріат: Крістоф Пешу; Мігель де ла Лама; Маргарита Нечаєва; Гелле Даль Іверсен.